# Pseudepipona semidantici
Pseudepipona semidantici är en stekelart som beskrevs av Giordani Soika. Pseudepipona semidantici ingår i släktet Pseudepipona och familjen Eumenidae. Inga underarter finns listade i Catalogue of Life.